# Scrierea mayașă

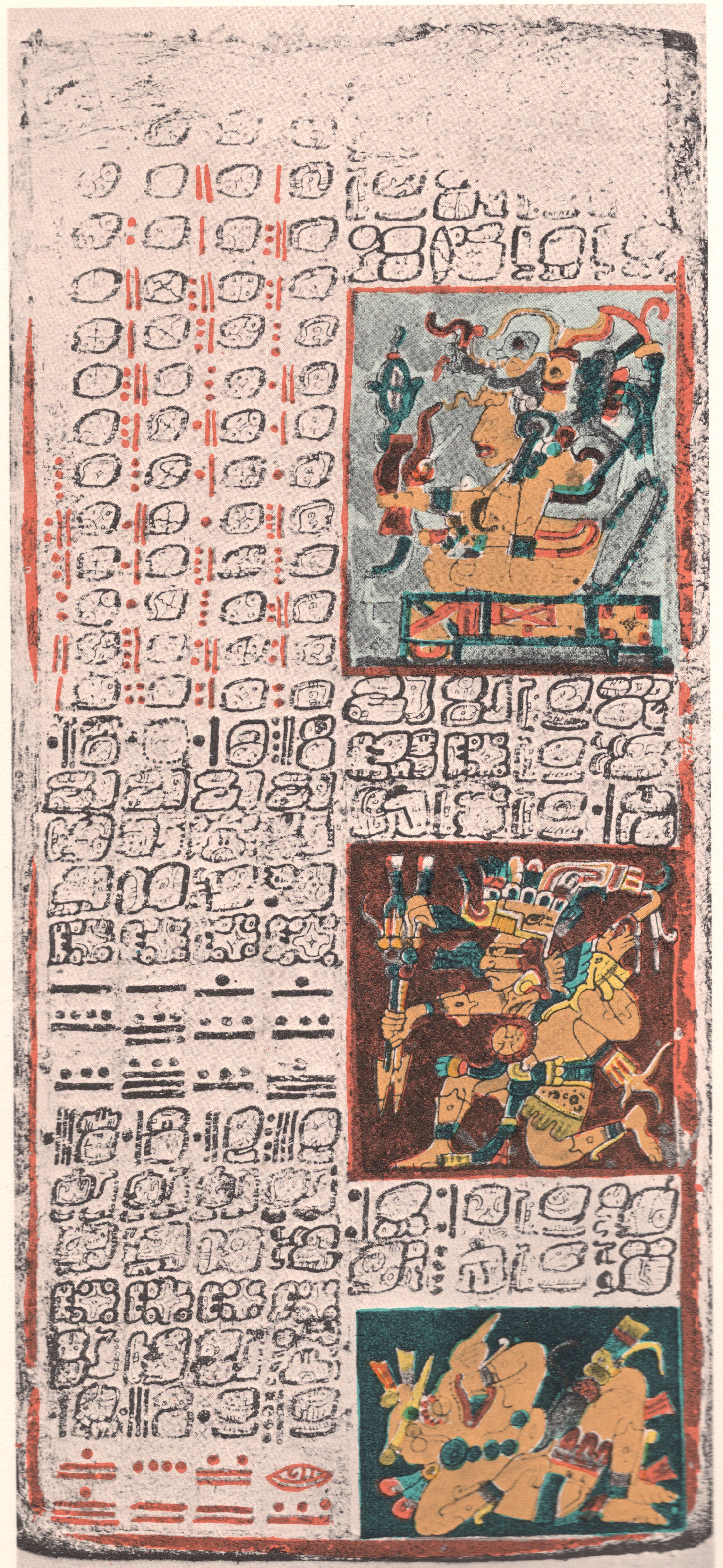
Scriere yucatecă mayașă din Codexul Dresden, pagina 2. Pagina a fost realizată între secolele XI & XII e. n..

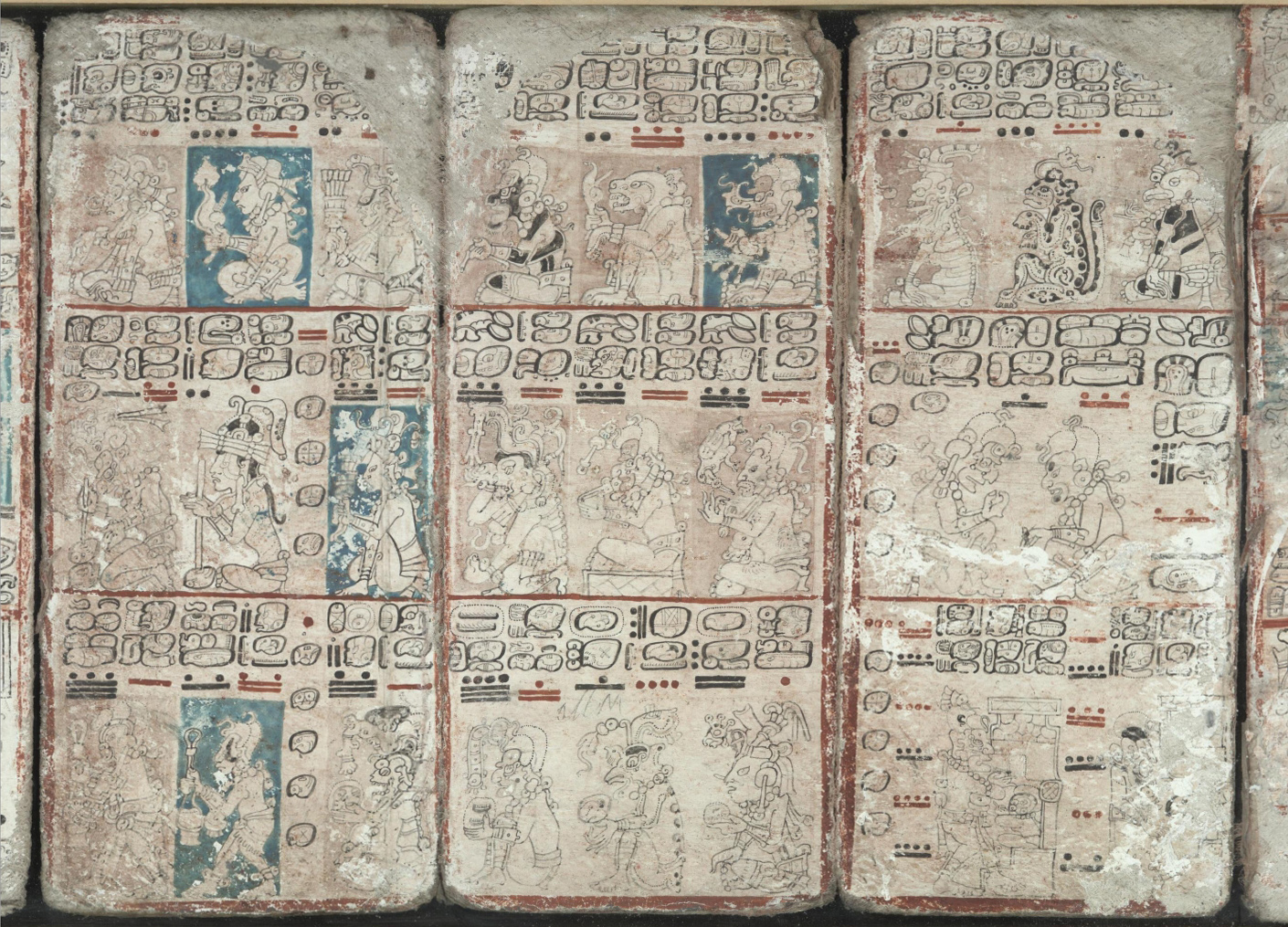
Paginile 6, 7 & 8 din Codexul Dresden.

Scrierea mayașă (cunoscută și ca: glifele mayașe, sau hieroglifele mayașe) este sistemul de scriere care era folosit de civilizația mayașă, fiind în prezent singurul sistem de scriere mesoamerican care a fost descifrat în totalitate. Cele mai vechi inscripții ce folosesc scrierea mayașă datează din secolul al III -lea î. e. n.. Scrierea mayașă a fost folosită până între secolele XVI și XVII e. n..
Scrierea mayașă folosește logograme ce sunt complementate de glife silabice, funcționând într-un mod asemănător cu scrierea japoneză. Scrierea mayașă a fost numită ca fiind „hieroglifică” de exploratorii europeni timpurii ai secolelor XVIII și XIX.
Limbile mayașe moderne folosesc alfabetul latin, în locul scrierii mayașe.

## Limbi

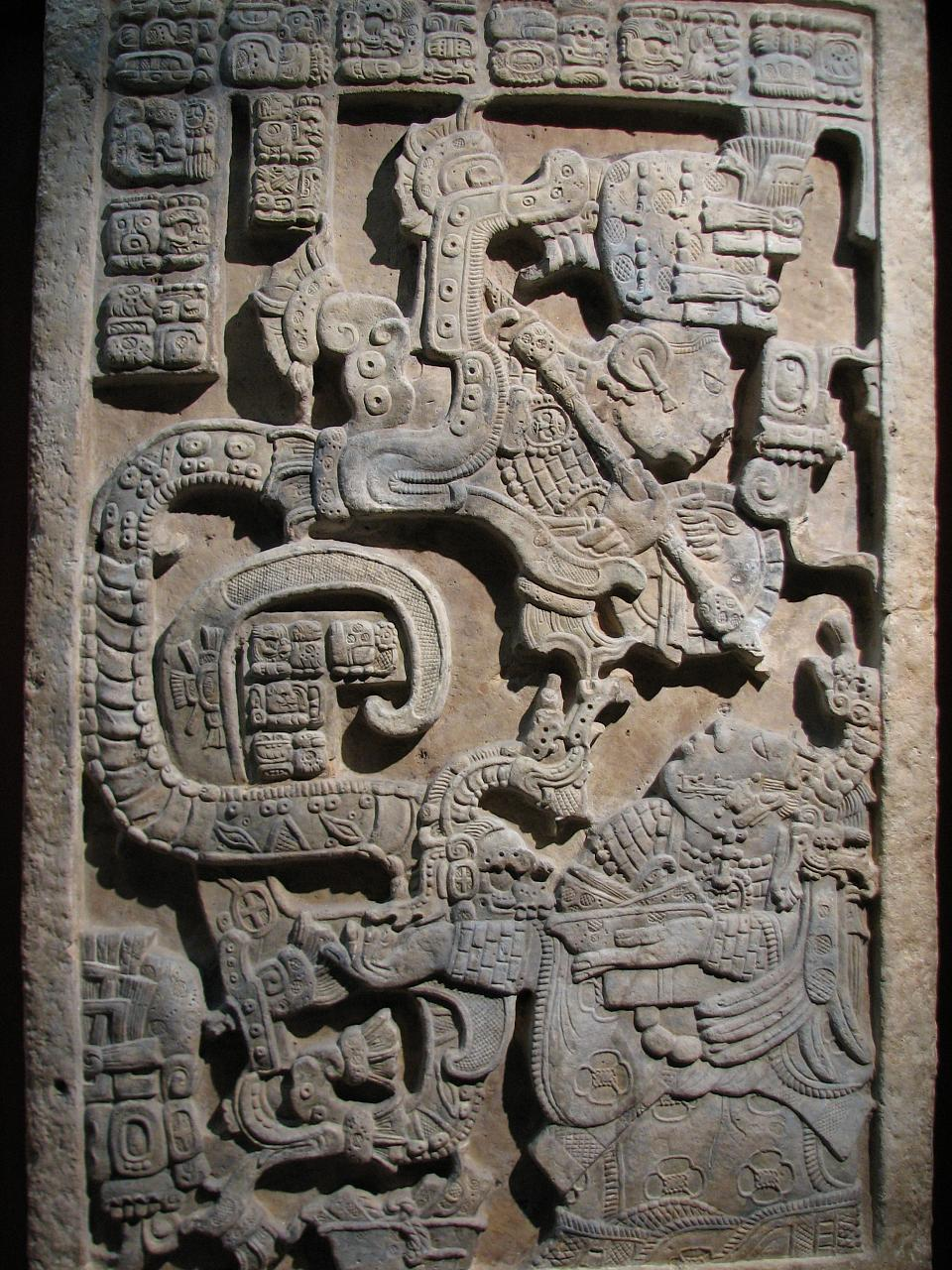
Basorelief cu inscripții ce o înfățișează pe soția unui conducător ținând vase pentru flebotomie. Deasupra celui de-al doilea vas, probabil tot un receptacul pentru sânge, se ridică Șarpele Vizionar, simbol al contactului cu zeii și cu strămoșii

În ziua de azi se cunoaște faptul că textele clasice (cum ar fi codicele)  au fost scrise de scribi, de obicei preoți mayași, într-o formă literară a limbii ch’olti (cunoscută și sub numele de limba mayașă clasică). E posibil ca elita mayașă să fi folosit limba asta ca limbă vehiculară în toate zonele vorbitoare de limbi mayașe din Bazinul Petén și din Peninsula Yucatán, în special limba yucatec. Există, de asemenea, dovezi care susțin că scrierea ar fi fost folosită și pentru scrierea altor limbi mayașe din Zonele Muntoase Guatemaleze. Totuși, dacă și alte limbi ar fi fost scrise, ele ar fi foat scrise de scribi ch’olti’ și, prin urmare, elemente ch’olti’.

## Structură
| Imagine indisponibilă |  | Imagine indisponibilă |
| 2 moduri diferite de a scrie cuvântul b'alam (jaguar) folosind scrierea mayașă. Primul mod (cel din stânga) este o logogramă, reprezintă întregul cuvânt prin intermediul unei singure glife B'ALAM. Cel de al doilea mod folosește principiul fonetic, utilizând 3 glife care reprezintă silabe b'a, la, & ma. |  |                       |

Scrierea mayașă constă într-un set de glife relativ elaborat, care erau uneori pictate laborios pe ceramică, pereți și pe hârtie de codice, sculptate în lemn sau piatră și modelate în stuc. Glifele sculptate și cele modelate urmau să fie pictate, dar pictura a supraviețuit rar. Aproximativ 90% din eșantioanele de scriere mayașă pot să fie citite și acum cu diferite grade de certitudine, suficient pentru a da o idee cuprinzătoare despre structura sa.